# Valerian Hüttner
Valerian Harald Hüttner (* 23. Jänner 2001) ist ein österreichischer Fußballtorwart.

## Karriere

### Verein
Hüttner begann seine Karriere beim ASKÖ Steyrermühl. Im März 2011 wechselte er zum ASKÖ Ohlsdorf. Zur Saison 2015/16 kam er in die Akademie des FK Austria Wien. Zur Saison 2017/18 rückte er in den Kader der Amateure der Austria, mit denen er zu Saisonende in die 2. Liga aufstieg. Für die zweite Mannschaft kam er aber nie zum Einsatz. Im Februar 2019 wechselte er leihweise zum Regionalligisten FCM Traiskirchen. Für Traiskirchen kam er zu neun Einsätzen in der Regionalliga.
Zur Saison 2019/20 wechselte er leihweise nach Deutschland zur Reserve des VfL Wolfsburg. Für Wolfsburg II kam er aber nie zum Einsatz. Zur Saison 2020/21 wurde er innerhalb Österreichs an den Zweitligisten SK Vorwärts Steyr weiterverliehen. Von Steyr wurde er in der Winterpause fest verpflichtet. In der Saison 2020/21 kam er allerdings als zweiter Tormann hinter Bernhard Staudinger nie zum Einsatz.
Zur Saison 2021/22 wurde Hüttner an den viertklassigen ASK St. Valentin verliehen. In St. Valentin konnte er sich aber nicht durchsetzen und kam nur sechsmal in der OÖ Liga zum Zug. Im Jänner 2022 wurde er innerhalb der Liga an den SV Grün-Weiß Micheldorf weiterverliehen. Für Micheldorf kam er bis Saisonende zu 15 Einsätzen in der vierthöchsten Spielklasse.
Zur Saison 2022/23 kehrte der Tormann wieder nach Steyr zurück. Nach seiner Rückkehr debütierte er am 29. Juli 2022 in der 2. Liga, als er am zweiten Spieltag jener Saison gegen den FC Liefering in der Startelf stand. Die Partie wurde allerdings nach 75 Spielminuten aufgrund eines Platzregens abgebrochen werden, womit Hüttners Debüt nicht gewertet wurde. In der Neuaustragung am 2. August 2022 durfte er wieder das Tor hüten und die Partie, die Steyr mit 4:3 verlor, wurde diesmal auch gewertet. Dies blieb auch sein einziger Profieinsatz in dieser Saison; hinzu kamen noch drei Einsätze für die zweite Mannschaft in der siebentklassigen 1. Klasse Ost. Nach dem Abstieg der Steyrer in die Drittklassigkeit kam Hüttner in dieser als Stammtorhüter zu seinen Einsätzen und war dabei in 22 Meisterschaftsspielen im Tor der Oberösterreicher.
Im Sommer 2024 wechselte er innerhalb der Liga zum FC Hertha Wels, bei dem er es allerdings nur auf drei Ligaeinsätze brachte. Im Jänner 2025 ging es für ihn von der Regionalliga Mitte in die Regionalliga Ost zum dort spielenden SC Wiener Viktoria, bei dem er es bis dato (Stand: 20. Mai 2025) auf ebenfalls drei Meisterschaftseinsätze gebracht hatte.

### Nationalmannschaft
Hüttner spielte im Oktober 2015 erstmals für eine österreichische Jugendnationalauswahl.

## Familie
Sein Vater Andreas (* 1973) ist gebürtiger Linzer, entstammt dem Nachwuchs von VOEST Linz, aber brachte es als Fußballspieler nicht über Einsätze in der drittklassigen Regionalliga hinaus.